# Unfair (bài hát)
"Unfair" là một đĩa đơn được thu âm bởi nhóm nhạc nam Hàn Quốc EXO cho EP thứ tư Sing for You. Nó được phát hành bằng cả tiếng Hàn và tiếng Trung vào ngày 10 tháng 12 năm 2015 là đĩa đơn thứ hai thuộc EP.

## Bối cảnh và phát hành
Được sản xuất bởi Beat&Keys, "Unfair" được mô tả như một bài hát "pop" với giai điệu thời thượng và tươi sáng với lời bài hát về một chàng trai nói cảm xúc của mình với cô gái anh ta yêu và mô tả cô ấy là "không công bằng".

## Quảng bá
EXO bắt đầu quảng bá "Unfair" trên các chương trình âm nhạc Hàn Quốc từ ngày 18 tháng 12.

## Phản hồi
"Unfair" ra mắt tại vị trí thứ 10 trên Gaon Digital Chart, và vị trí thứ chín trên US World Digital của Billboard. Đây cũng là bài hát K-pop đầu tiên được xuất hiện trong playlist "Best of the Week" của Apple Music.

## Bảng xếp hạng
| Bảng xếp hạng (2015)               | Thứ hạng cao nhất |
| ---------------------------------- | ----------------- |
| South Korean singles (Gaon)        | 10                |
| US World Digital Songs (Billboard) | 9                 |

| Bảng xếp hạng (2015)        | Thứ hạng cao nhất |
| --------------------------- | ----------------- |
| South Korean singles (Gaon) | 22                |

## Doanh số
| Lãnh thổ        | Doanh số |
| --------------- | -------- |
| Hàn Quốc (Gaon) | 515,703  |